# Čertovo břemeno (Jistebnická vrchovina)
Čertovo břemeno je skalní útvar na katastru Cunkova, části města Jistebnice v okrese Tábor v Jihočeském kraji. Čertovo břemeno se nachází na území stejnojmenného mikroregionu mezi vesnicemi Cunkov a Ounuz jižně od sportovního areálu Moninec a asi 1 km jihovýchodně od vrcholu Javorové skály.
Podle Čertova břemene se označuje typ granitoidů vyskytující se v jihovýchodní části středočeského plutonu. Jedná se o durbachity (tj. na tmavé minerály bohaté syenity až granity). Tyto durbachity typu Čertovo břemeno vystupují na povrch v celé jižní části Sedlčanska. Skalní tvary Čertova břemene byly formovány vlivem dlouhodobých erozních procesů.

## Pověsti
Dle pověsti čert, který letěl s těžkým břemenem, již v tomto místě nemohl dále, a tak si chtěl odpočinout. Uviděl skalní výchoz a zastavil se na něm. Jak tam stál, tak pod tíhou břemene obtiskl své kopyto do skály. Za pozůstatek po čertově odpočinku je považován důlek na vrcholku skalního výchozu.
Podle jiné verze chtěl čert skálou zničit stavbu kostela v Nadějkově, ale zjistil, že přiletěl pozdě a kostel je již vysvěcen. Ze vzteku pak u Cunkova mrštil balvanem k zemi.